# استینباخ، مانیتوبا
استینباخ (به انگلیسی: Steinbach) یک شهر در کانادا است که در منیوبا واقع شده‌است. استینباخ ۲۵٫۵۹ کیلومتر مربع مساحت و ۱۵٬۸۲۹ نفر جمعیت دارد و ۲۵۳٫۶ متر بالاتر از سطح دریا واقع شده‌است.